# Orquestra Sinfônica de Winnipeg
A Orquestra Sinfônica de Winnipeg ou Orquestra Sinfónica de Winnipeg é uma orquestra baseada em Winnipeg, Manitoba, no Canadá. Sua residência é o Centennial Concert Hall, mas a orquestra apresenta-se por toda a província de Manitoba.
Fundada em 1947, a orquestra realizou seu primeiro concerto dia 16 de Dezembro de 1948 no Auditório Cívico para 3 mil pessoas. A orquestra mudou-se para a atual residência, com 2300 lugares, em Abril de 1968.
Em 1992, o então diretor musical Bramwell Tovey e o compositor em residência, Glenn Buhr, criaram o Festival Nova Música.
Andrey Boreyko foi o diretor musical da orquestra de 2001 a 2006. Durante seu mandato, ocorreram demissões em massa dos músicos e Boreyko doou parte do seu salário para a orquestra, durante o período difícil, entre 2002 e 2003. Em setembro de 2005 a orquestra liquidou sua dívida e Boreyko deixou a orquestra aclamado pela crítica, elogiado pela musicalidade.
Em fevereiro de 2006 Alexander Mickelthwate foi nomeado como oitavo diretor musical. Ele assumiu oficialmente o cargo em Setembro de 2006, com um contrato inicial de 3 anos. Em dezembro de 2007 ele estendeu seu contrato até a temporada de 2012. O atual diretor executivo é Trudy Schroeder.

## Diretores musicais
- Walter Kaufmann (1948-1958)
- Victor Feldbrill (1958-1968)
- George Cleve (1969-1970)
- Piero Gamba (1971-1980)
- Kazuhiro Koizumi (1983-1988)
- Bramwell Tovey (1989-2001)
- Andrey Boreyko (2001-2006)
- Alexander Mickelthwate (2006-presente)